# کلی کلی

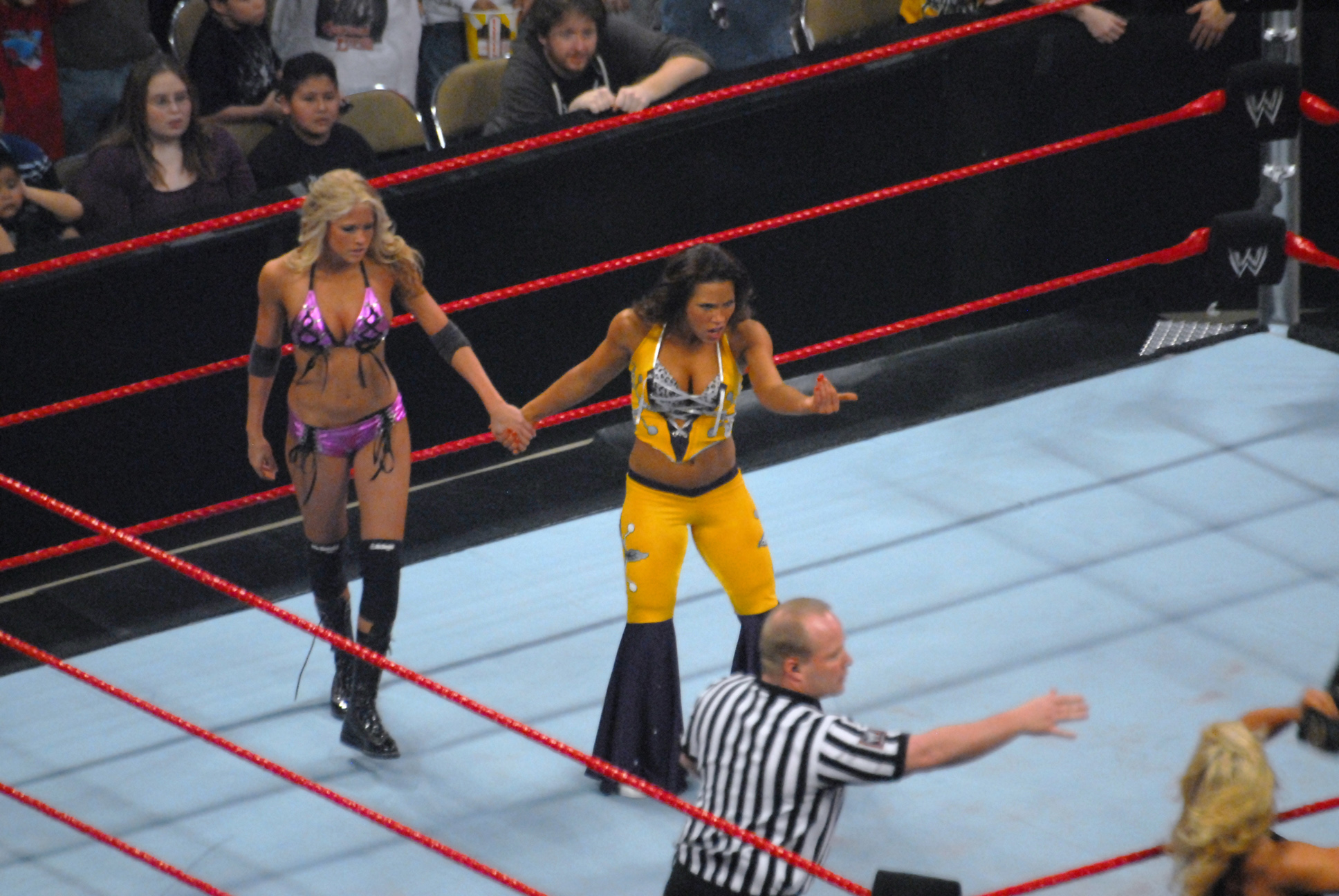

باربارا (باربی) جین بلنک (به انگلیسی: Barbara Jean "Barbie" Blank) یک کشتی‌گیر حرفه‌ای و مدل آمریکایی متولد ۱۵ ژانویه ۱۹۸۷ است که با نام کلی کلی، در مسابقات دبلیو دبلیو ای شرکت می‌کند. کلی کلی از ۱۳ ژوئن، ۲۰۰۶ تا ۲۰۱۲ در این رشته، و در مسابقات نوع راو فعال بوده‌است.
او روزنامه‌نگاری خوانده است و امیدوار بوده که بتواند یک مجری تلویزیون و مدل شود. او در سال ۲۰۰۶ با کمپانی دبلیو دبلیو ای یک قرارداد بست و وارد Ohio Valley Wrestling شد که یکی از زیر شاخه‌های این کمپانی و جایی برای رشد و نمو کشتی گیران است. او در ژوئن سال ۲۰۰۶ با نام کلی وارد برند ای سی دبلیو(WWE ECW)شد. او در این زمان به عنوان یک رقاص فعالیت می‌کرد و نمایش‌هایی با عنوان Kelly's Exposé به صورت هفتگی در ای سی دبلیو اجرا می‌کرد که بسیاری از مواقع توسط دوست پسرش مایک ناکس متوقف می‌شد. در ادامهٔ این سال او شوهای Extreme Exposé را با لیلا و بروک آدامز دیگر دیواهای تازه اضافه شده به‌ای سی دبلیو اجرا می‌کرد و یک رقص سه نفره را انجام می‌دادند. آن‌ها در ادامه درگیر یک ماجرا با د میز شدند که در نهایت منجر به انحلال این گروه شد.
او در ادامه شروع به تمرین برای مسابقه دادن در رینگ کرد و در ابتدا هم با دوست قدیمی اش لیلا درگیر شد و سپس با بث فینکس درگیر شد. او در نهایت در ژوئیه سال ۲۰۰۸ وارد برند راو(Raw) شد. در سال ۲۰۰۹ او چندین بار موفق شد نامزد شمارهٔ یک برای کمربند دیواز شود و با ماریس مسابقه دهد ولی در هیچ موفق به کسب این کمربند نشد. در سال ۲۰۱۰ او به برند اسمکدان منتقل شد. او در آنجا گروه لیکول متشکل از لیلا و میشل مک کول را برای کمربند زنان چلنج کرد ولی موفق به به دست آوردن این کمربند هم نشد. در آوریل سال ۲۰۱۱ مجدداً به برند راو بازگشت و موفق شد با شکست دادن بری بلا برای اولین بار کمربند دیواز را به دست آورد. او پس از چهار ماه در ماه اکتبر کمربندش را به بث فینکس باخت.

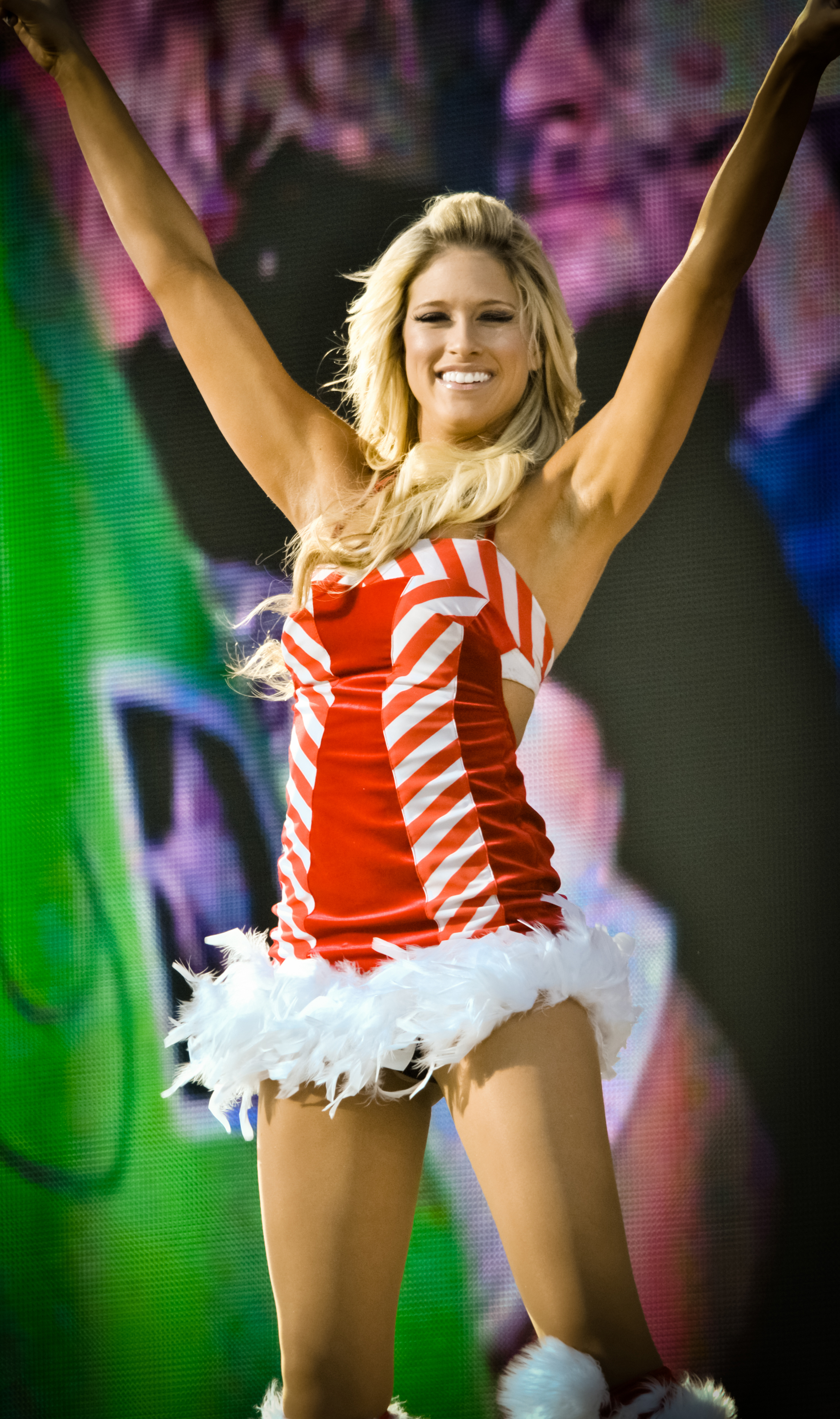
کلی کلی در ندای وظیفه به ارتش آمریکا در دسامبر ۲۰۱۰